# Елдін Джогович
Елдін Джогович (люксемб. Eldin Džogović, нар. 8 червня 2003, Люксембург, Люксембург) — люксембурзький футболіст, фланговий захисник німецького клубу «Магдебург» та національної збірної Люксембургу.

## Ігрова кар'єра

### Клубна
Елдін Джогович уродженець столиці Люксембурга. Займатися футболом почав у Німеччині в молодіжній команді «Айнтрахта» з Тріра. У 2019 році футболіст приєднався до молодіжної команди «Магдебурга». Перед сезоном 2022/23 захисника внесли в заявку дублюючого складу «Магдебурга». 5 серпня 2022 року він провів першу гру за другий склад команди.
22 квітня 2023 року в матчі Другої Бундесліги проти «Айнтрахта» з Брауншвейга Джогович дебютував у першій команді «Магдебурга».

### Збірна
Елдін Джогович провів дев'ять матчів у молодіжній збірній Люксембургу.
24 березня 2021 року в товариському матчі проти команди Катару Джогович дебютував у складі національній збірній Люксембургу.